# نو كوشيه
نو كوشيه تًعرف أيضاً بالعارية الحمراء  أو العارية المتسلقة )،هي لوحة زيتية رسمها الفنان الإيطالي أميديو موديلياني عام 1917.وهي أكثر لوحاته التي تم إعادة رسمها وعرضها على نطاق واسع.

## بيع اللوحة 2015
قُدرت اللوحة بمبلغ 170,405 مليون دولار في صالة مزادات كريستيز بنيويورك في 9 نوفمبر 2015، لتصبح من أغلى لوحات مودلياني ومن ضمن أغلى اللوحات التي تم بيعها.المشتري رجل الأعمال الصيني ليو ييتشيان.